# Zero Hour
Pour la série de comics, voir Zero Hour (comics).
Zero Hour est une série télévisée américaine en treize épisodes de 42 minutes créée par Paul Scheuring dont seulement trois épisodes ont été diffusés entre le 14 et le 28 février 2013 sur le réseau ABC aux États-Unis et en simultané sur le réseau Global au Canada. Les épisodes restants ont été diffusés entre le 15 juin 2013 et le 3 août 2013 sur ABC.
En France, la série a été diffusée à partir du 3 juin 2014 sur 6ter et à partir du 2 septembre 2014 sur M6. En Belgique, la série est diffusée depuis le 27 juillet 2014 sur RTL-TVI. Elle reste inédite dans les autres pays francophones.

## Synopsis
Un homme de nature sceptique, éditeur de magazines, se retrouve au cœur de l'une des plus grandes conspirations de l'histoire de l'humanité : un secret grandiose autour de douze nouveaux Apôtres, les nazis, 12 horloges à secrets et une organisation ecclésiastique mystérieuse...

## Distribution

### Acteurs principaux
- Anthony Edwards (VF : William Coryn) : Hank Galliston
- Carmen Ejogo (VF : Stéphanie Lafforgue) : Rebecca « Beck » Riley
- Scott Michael Foster (VF : Emmanuel Garijo) : Arron Martin
- Addison Timlin (VF : Fily Keita) : Rachel Lewis
- Jacinda Barrett (VF : Charlotte Marin) : Laila Galliston
- Michael Nyqvist (VF : Pierre-François Pistorio) : White Vincent

### Acteurs récurrents
- Amy Irving (VF : Martine Irzenski) : Mélanie Lynch
- Ken Leung (VF : Laurent Morteau) : le père Reggie
- Charles S. Dutton (VF : Saïd Amadis) : le père Mickle
- Dylan Baker (VF : Patrick Osmond) : Terrence Fisk, agent du FBI
- Grace Gummer (VF : Victoria Grosbois) : Paige Willis, agent du FBI
- Amir Arison (VF : Serge Faliu) : Théo Riley

Source VF : Doublage Séries Database

## Développement

### Production
Le projet a débuté en septembre 2011 et le réseau a commandé le pilote le 31 janvier 2012.
Le 11 mai 2012, ABC a commandé la série pour la saison 2012-2013 et a annoncé 4 jours plus tard sa diffusion à la mi-saison 2012-2013.
Le 1er mars 2013, la série a été retirée du planning d'ABC après le troisième épisode, conséquemment annulée.
Le 26 avril 2013, ABC programme la diffusion des épisodes restants pour le samedi soir à compter du 15 juin 2013.

### Casting
Les rôles ont été attribués dans cet ordre: Scott Michael Foster, Addison Timlin, Anthony Edwards et Carmen Ejogo, Michael Nyqvist et Jacinda Barrett.
Parmi les acteurs récurrents et invités : Dylan Baker, Grace Gummer, Amy Irving et Ken Leung, Amir Arison.

## Fiche technique
- Scripteur du pilote : Paul Scheuring
- Réalisateur du pilote : Pierre Morel
- Producteurs exécutifs : Paul Scheuring, Lorenzo di Bonaventura, Dan McDermott et Zack Estrin (en)[21]
- Société de production : ABC Studios et Di Bonaventura Pictures Television

## Épisodes
1. Course contre la montre (Strike)
2. Sous le cercle polaire (Face)
3. Les Bergers (Pendulum)
4. La Chaîne (Chain)
5. Le Cycle de la vie (Suspension)
6. Nihil Sine Deo (Weight)
7. Le Cercle parfait (Sync)
8. L'Ordre de la Sainte-Croix (Winding)
9. La Passiflore (Balance)
10. Le Livre des révélations (Escapement)
11. Le Gêne du guerrier (Hands)
12. Une vision de Dieu (Ratchet)
13. L'Apocalypse (Spring)

## Accueil
Le pilote a attiré 6,38 millions de téléspectateurs (parts 1.4/4 parmi les 18 à 49 ans), en compétition contre The Big Bang Theory (CBS) et American Idol (Fox).
Le deuxième épisode a attiré 5,39 millions de téléspectateurs (parts 1.1/3), battu par Vampire Diaries (The CW) et les comédies de NBC. Le troisième épisode a attiré 5,05 millions de téléspectateurs (parts 1.0/3), battu dans les parts 18-49 par NBC, résultant à son annulation.